# زبان مصری
زبان مصری (انگلیسی: Egyptian language) یا مصری باستان (انگلیسی: Ancient Egyptian؛ ‏r n kmt؛ ‏ 'گویش مصر')، یکی از شاخه‌های خاموش زبان‌های آفروآسیایی است که در مصر باستان تکلم می‌شد. امروزه این زبان از طریق پیکره متنی بازماندهٔ فراوانی شناخته می‌شود؛ متونی که پس از رمزگشایی خطوط باستانی مصری در اوایل قرن نوزدهم، در دسترس دنیای مدرن قرار گرفتند.
زبان مصری یکی از کهن‌ترین زبان‌های نوشتاری شناخته‌شده در تاریخ بشر است که نخستین‌بار در اواخر هزاره چهارم پیش از میلاد به خط هیروگلیف مصری ثبت شد. این زبان همچنین طولانی‌ترین دوره ثبت نوشتاری را در میان زبان‌های انسانی دارد و آثار مکتوب آن بیش از ۴۰۰۰ سال را در بر می‌گیرد. شکل کلاسیک این زبان، که به «مصری میانه» معروف است، زبان گفتاری محلی رایج در دوره پادشاهی میانه مصر بود و تا دوران رومیان، زبان ادبی مصر باقی ماند.
تا اروپای دوران باستان، زبان گفتاری مصری به گونه‌ای موسوم به «دِموتیک» تحول یافته بود، و در دوران رومی نیز به گویش‌های مختلف زبان قبطی تقسیم شد. این گویش‌ها در نهایت پس از فتح مصر به‌دست مسلمانان، جای خود را به زبان عربی دادند؛ هرچند قبطی بُحیری همچنان به عنوان زبان نیایشی کلیسای ارتدکس قبطی مورد استفاده قرار دارد.